# Kolpopoese

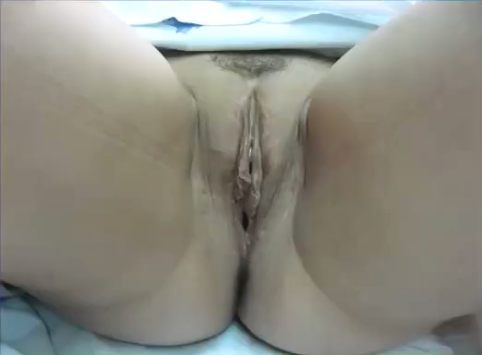
Ergebnis acht Monate nach einer Operation

Die Kolpopoese,Scheidenplastik oder Vaginoplastie ist in der Gynäkologie das operative Anlegen einer aus eigenem Körpergewebe bestehenden künstlichen Vagina, auch Neovagina genannt. Die Kolpopoese wird als Behandlungsmethode bei Vaginalaplasie und Gynatresie eingesetzt, außerdem bei der operativen Genitalangleichung. Das Behandlungsziel besteht in der Regel darin, den Vollzug des Geschlechtsverkehrs zu ermöglichen. Als Fortpflanzungsorgan kommt eine Neovagina hingegen nicht in Betracht.

## Operation nach der Vecchietti-Methode
Am weitesten verbreitet sind heutzutage Modifikationen der sogenannten Vecchietti-Operationstechnik. Hierbei macht man sich zunutze, dass bei den betroffenen Frauen die äußeren Teile des Genitals in der Regel vollständig ausgebildet sind. Insbesondere existiert normalerweise ein Grübchen aus natürlicher Scheidenschleimhaut, das jedoch nicht tief genug ist, um den Geschlechtsverkehr zu ermöglichen. Das Ziel der Vecchietti-Methode besteht darin, dieses Scheidengrübchen in einem mehrtägigen Prozess auf eine Länge von etwa 10 cm zu dehnen.
Zunächst wird vom Bauchraum aus ein Scheidentunnel präpariert, der zwischen Blase und Darm bis unmittelbar vor das Scheidengrübchen verläuft. Ursprünglich war hierfür ein Bauchschnitt nötig, heute wird dieser Schritt jedoch meist endoskopisch im Rahmen einer Bauchspiegelung durchgeführt.
Anschließend wird am Scheidengrübchen ein sogenanntes Steckgliedphantom aus Kunststoff platziert. An der Spitze dieses Steckgliedphantoms sind zwei Spannfäden befestigt, die durch das Scheidengrübchen in den Bauchraum in den präparierten Vaginaltunnel geführt werden. Von dort aus werden die Spannfäden hinter der Blase in Richtung Bauchdecke geleitet, wo sie links und rechts vom Bauchnabel herausgeführt werden.
Mittels einer Spannapparatur werden die Spannfäden nun über mehrere Tage hinweg immer stärker gespannt, wobei das Steckgliedphantom durch starke Dehnung des Scheidengrübchens immer weiter in den präparierten Vaginaltunnel hineingezogen wird. Während dieser Dehnphase wird der Unterleib der Patientin mittels einer Periduralanästhesie betäubt. Nach Abschluss der Dehnphase werden das Steckgliedphantom und die Spannfäden im Rahmen einer zweiten kurzen Operation wieder entfernt.
Nach der Operation kommt es stets zu einer gewissen Schrumpfung der Neovagina. Um diese Schrumpfung möglichst gering zu halten, muss nach der Operation über mehrere Monate hinweg ein Scheidenphantom getragen werden, bis die Neovagina komplett abgeheilt ist.
Die Operationsmethode nach Vecchietti hat gegenüber anderen Methoden den entscheidenden Vorteil, dass die Neovagina komplett mit natürlicher Scheidenschleimhaut ausgekleidet wird. Scheidenflora, Lubrikation und Sensibilität entsprechen somit weitestgehend einer natürlichen Vagina. Dadurch, dass kein Fremdgewebe verpflanzt wird, entstehen auch keine Narben an anderen Körperregionen.

## Scharfe Präparation
Bei der operativen Genitalangleichung für trans Frauen wird eine Neovagina scharf präpariert. Der Eingriff erfolgt in Steinschnittlage. Nach einer hohen Kastration wird der Penis vollständig disseziert, der Schwellkörpermuskel und der Schwellkörper entfernt. Die Penisschafthaut samt Gefäßversorgung wird geschont. Zwischen Blase, Prostata und Rektum wird eine Vagina in ausreichender Tiefe und Weite angelegt und mit umgestülpter Penisschafthaut ausgekleidet (Penisinversion). In den so geformten Vaginalschlauch wird ein aufblasbarer Vaginaldilatator implantiert, der nach 6 Tagen entfernt wird. Für die Konstruktion der Schamlippen wird Hodensackgewebe verwendet. Aus einem Stück der Glans penis (Eichel) wird eine Neoklitoris geformt, die von mikrochirurgisch präparierten dorsalen Gefäßnervenbündeln innerviert und durchblutet wird. Die Harnröhrenmündung wird angepasst. Auf Wunsch der Patientin kann im Zuge des Eingriffs zusätzlich eine Venushügelplastik (infrapubische Doppel-Z-Plastik) vorgenommen werden.